# Zvenigorod
Zvenigorod (ruski: Звени́город) grad (od 1781.) u Rusiji, koji pripada Moskovskoj oblasti.
Grad se nalazi na obali rijeke Moskve, 30 km zapadno od Moskve, na Klinsko-dmitrovskom lancu Smolensko-moskovske uzvisine.

## Gradovi prijatelji
- Mogiljov, Bjelorusija (2006.)
- Tropea, Italija (2013.)

## Vanjske poveznice
|  | Zajednički poslužitelj ima još gradiva o temi Zvenigorod |

- RusArh: Drevni Zvenigorod
- Heraldicum: Povijest grba Zvenigoroda
- Hramovi Rusije: Hramovi Zvenigoroda
- Novine Zvenigorodske novosti